# Born on the Fourth of July
Born on the Fourth of July (bra: Nascido em 4 de Julho; prt: Nascido a 4 de Julho) é um filme estadunidense de 1989 do gênero drama de guerra, dirigido por Oliver Stone, baseado no livro homônimo de Ron Kovic, com roteiro assinado por ambos.

## Sinopse
O soldado estadunidense Ron Kovic é ferido na guerra do Vietnã e fica paraplégico. Enquanto se encontra no hospital, começa a questionar a posição do seu país na guerra e se torna um ativista político, lutando contra a guerra e pelos direitos dos deficientes físicos.

## Elenco
- Tom Cruise .... Ron Kovic
- Bryan Larkin .... Ron Kovic jovem
- Raymond J. Barry .... Sr. Kovic
- Caroline Kava .... Sra. Kovic
- Josh Evans .... Tommy Kovic
- Seth Allen .... Tommy Kovic jovem
- Jamie Talisman .... Jimmy Kovic
- Sean Stone .... Jimmy Kovic jovem
- Anne Bobby .... Suzanne Kovic
- Jenna von Oÿ .... Suzanne Kovic jovem
- Samantha Larkin .... Patty Kovic
- Erika Geminder .... Patty Kovic jovem
- Kevin Harvey Morse .... Jackie Kovic
- Kyra Sedgwick .... Donna
- Jessica Prunell .... Donna jovem
- Frank Whaley .... Timmy
- Jason Klein .... Timmy jovem
- Jerry Levine .... Steve Boyer
- Lane R. Davis .... Steve Boyer jovem
- Richard Panebianco .... Joey Walsh
- Johnny Pinto .... Joey Walsh jovem
- Rob Camilletti .... Tommy Finnelli
- J.R. Nutti .... Tommy Finnelli jovem
- Stephen Baldwin .... Billy Vorsovich
- Tom Berenger .... sargento Hayes
- Oliver Stone .... repórter
- Dale Dye .... coronel da infantaria
- William Baldwin (ator) .... Pelotão
- Willem Dafoe .... Charlie
- Tom Sizemore .... veterano
- Lili Taylor .... Jamie Wilson
- John C. McGinley .... oficial
- David Neidorf .... paciente

## Principais prêmios e indicações
| Prêmio             | Categoria               | Recipiente                 | Resultado |
| ------------------ | ----------------------- | -------------------------- | --------- |
| Oscar 1990         | Melhor diretor          | Oliver Stone               | Venceu    |
| Oscar 1990         | Melhor montagem/edição  | David Brenner              | Venceu    |
| Oscar 1990         | Melhor filme            | A. Kitman Ho, Oliver Stone | Indicado  |
| Oscar 1990         | Melhor ator             | Tom Cruise                 | Indicado  |
| Oscar 1990         | Melhor trilha sonora    | John Williams              | Indicado  |
| Oscar 1990         | Melhor fotografia       | Robert Richardson          | Indicado  |
| Oscar 1990         | Melhor som              | Tod A. Maitland            | Indicado  |
| Oscar 1990         | Melhor roteiro adaptado | Oliver Stone, Ron Kovic    | Indicado  |
| BAFTA 1991         | Melhor ator             | Tom Cruise                 | Indicado  |
| BAFTA 1991         | Melhor roteiro adaptado | Oliver Stone, Ron Kovic    | Indicado  |
| Globo de Ouro 1990 | Melhor filme - drama    | A. Kitman Ho, Oliver Stone | Indicado  |
| Globo de Ouro 1990 | Melhor direção          | Oliver Stone               | Venceu    |
| Globo de Ouro 1990 | Melhor ator - drama     | Tom Cruise                 | Venceu    |
| Globo de Ouro 1990 | Melhor roteiro          | Oliver Stone, Ron Kovic    | Venceu    |
| Globo de Ouro 1990 | Melhor trilha sonora    | John Williams              | Indicado  |